# Katherine Connella
Katherine Connella est une actrice et scénariste américaine née le 12 décembre 1958 à Dallas, Texas (États-Unis).

## Filmographie

### comme actrice
- 1976 : Drive-In (en) de Rodney Amateau : Student
- 1993 : Grief (en) de Richard Glatzer : Beverley / Ginger
- 1995 : Two Days at a Time : Bonnie / Valerie / Sleazy Director / Priscilla / Piper / Eric / Mariel / Lee
- 1999 : The White to Be Angry : Debbie / Esther
- 2001 : Play Dead : Greasy Woman
- 2001 : Fluffer (voix)

### comme scénariste
- 1995 : Two Days at a Time